# Salomón Rondón
José Salomón Rondón Giménez (phát âm tiếng Tây Ban Nha: [saloˈmon ronˈdon]; sinh ngày 16 tháng 9 năm 1989) là một cầu thủ bóng đá chuyên nghiệp người Venezuela hiện đang thi đấu ở vị trí tiền đạo cho câu lạc bộ Liga MX Pachuca và đội tuyển bóng đá quốc gia Venezuela.
Sau khi bắt đầu ở Aragua, anh tiếp tục dành phần lớn sự nghiệp của mình ở châu Âu, xuất hiện ở La Liga với Málaga, Russian Premier League với Rubin Kazan và Zenit Saint Petersburg (giành chức vô địch quốc gia năm 2015 với câu lạc bộ sau này) và Premier League với West Bromwich Albion và Newcastle United.
Là tuyển thủ Venezuela từ năm 2008, Rondón là tay săn bàn hàng đầu mọi thời đại của đất nước với 43 bàn thắng, và anh đã đại diện cho đất nước của mình thi đấu bốn giải đấu Copa América.

## Sự nghiệp của câu lạc bộ

### Những năm đầu
Sinh ra ở Caracas, những thần tượng thể thao lớn lên của Rondón là Ronaldo và Michael Jordan. Anh ra mắt trong Venezuela Primera División ở tuổi 17, xuất hiện cho Aragua FC đấu với Carabobo FC vào ngày 8 tháng 10 năm 2006; vào ngày 8 tháng 4 năm sau, anh ghi (các) bàn thắng đầu tiên cho câu lạc bộ, trong trận hòa 2–2 trước Caracas FC.

### Las Palmas
Vào mùa hè năm 2008, Rondón đã được ký hợp đồng với UD Las Palmas ở Tây Ban Nha, và ra mắt chính thức vào ngày 5 tháng 10 trong trận thua 1-2 trước Deportivo Alavés giành chức vô địch Segunda División. Gần một năm sau khi anh ấy đến, vào ngày 2 tháng 9 năm 2009, anh ấy đã ghi bàn thắng đầu tiên của mình, trong Copa del Rey trận đấu với Cádiz CF - trở thành người trẻ nhất cầu thủ nước ngoài từng ghi bàn cho câu lạc bộ, khi 19 tuổi, 11 tháng và 17 ngày– 
và kết thúc mùa giải với mười bàn thắng sau 36 trận, khi đội Quần đảo Canary suýt xuống hạng.

## Thống kê sự nghiệp

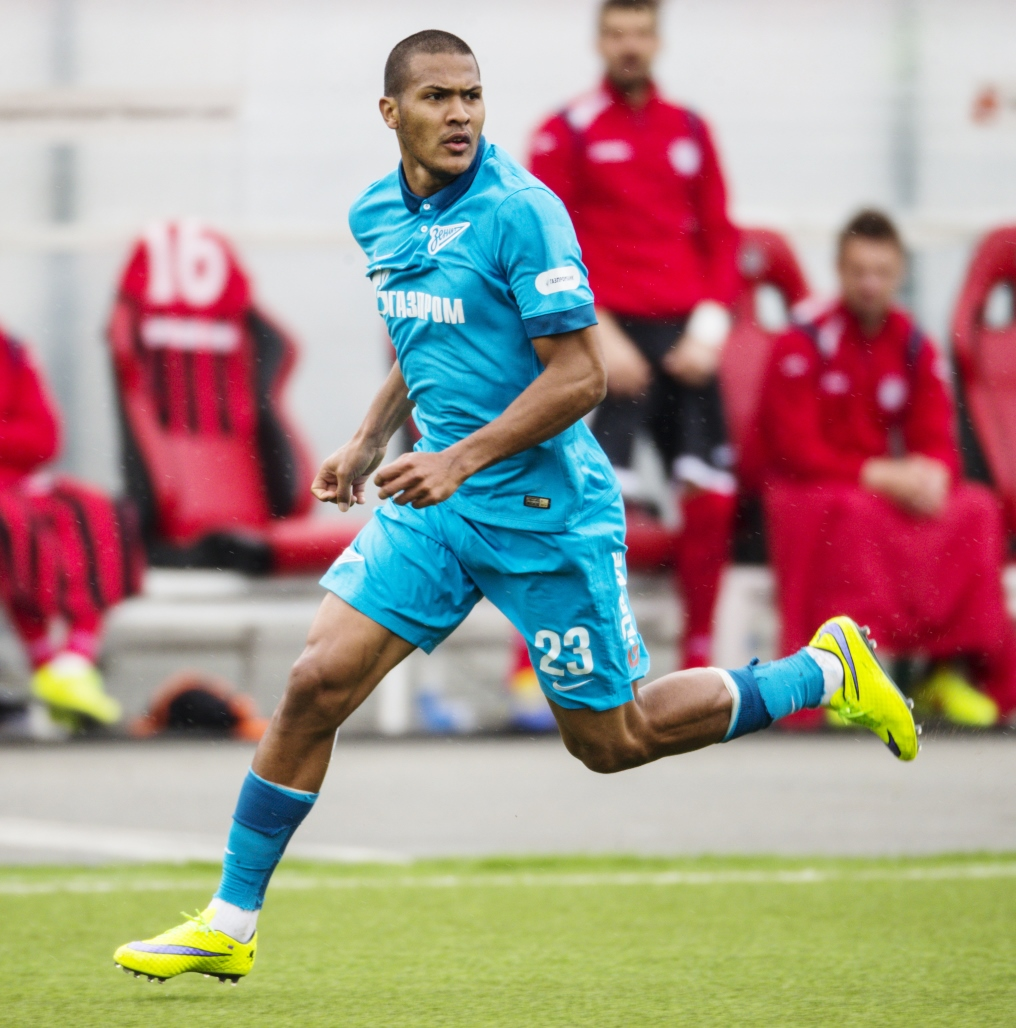
Rondón trong màu áo Zenit năm 2015

### Câu lạc bộ
Tính đến ngày 1 tháng 6 năm 2024.
| Câu lạc bộ              | Mùa giải            | Giải đấu                    | Giải đấu | Giải đấu | Cúp quốc gia | Cúp quốc gia | Cúp liên đoàn | Cúp liên đoàn | Châu lục | Châu lục | Tổng cộng | Tổng cộng |
| Câu lạc bộ              | Mùa giải            | Hạng                        | Trận     | Bàn      | Trận         | Bàn          | Trận          | Bàn           | Trận     | Bàn      | Trận      | Bàn       |
| ----------------------- | ------------------- | --------------------------- | -------- | -------- | ------------ | ------------ | ------------- | ------------- | -------- | -------- | --------- | --------- |
| Aragua                  | 2006–07             | Venezuelan Primera División | 21       | 7        | 0            | 0            | —             | —             | —        | —        | 21        | 7         |
| Aragua                  | 2007–08             | Venezuelan Primera División | 28       | 8        | 9            | 3            | —             | —             | —        | —        | 37        | 11        |
| Aragua                  | Tổng cộng           | Tổng cộng                   | 49       | 15       | 9            | 3            | —             | —             | —        | —        | 58        | 18        |
| Las Palmas              | 2008–09             | Segunda División            | 10       | 0        | 0            | 0            | —             | —             | —        | —        | 10        | 0         |
| Las Palmas              | 2009–10             | Segunda División            | 36       | 10       | 1            | 2            | —             | —             | —        | —        | 37        | 12        |
| Las Palmas              | Tổng cộng           | Tổng cộng                   | 46       | 10       | 1            | 2            | —             | —             | —        | —        | 47        | 12        |
| Málaga                  | 2010–11             | La Liga                     | 30       | 14       | 2            | 2            | —             | —             | —        | —        | 32        | 16        |
| Málaga                  | 2011–12             | La Liga                     | 37       | 11       | 3            | 0            | —             | —             | —        | —        | 40        | 11        |
| Málaga                  | Tổng cộng           | Tổng cộng                   | 67       | 25       | 5            | 2            | —             | —             | —        | —        | 72        | 27        |
| Rubin Kazan             | 2012–13             | Russian Premier League      | 25       | 7        | 0            | 0            | —             | —             | 12       | 6        | 37        | 13        |
| Rubin Kazan             | 2013–14             | Russian Premier League      | 11       | 6        | 0            | 0            | —             | —             | 8        | 6        | 19        | 12        |
| Rubin Kazan             | Tổng cộng           | Tổng cộng                   | 36       | 13       | 0            | 0            | —             | —             | 20       | 12       | 56        | 25        |
| Zenit                   | 2013–14             | Russian Premier League      | 10       | 7        | 0            | 0            | —             | —             | 2        | 1        | 12        | 8         |
| Zenit                   | 2014–15             | Russian Premier League      | 26       | 13       | 2            | 1            | —             | —             | 16       | 6        | 44        | 20        |
| Zenit                   | 2015–16             | Russian Premier League      | 1        | 0        | 1            | 0            | —             | —             | 0        | 0        | 2         | 0         |
| Zenit                   | Tổng cộng           | Tổng cộng                   | 37       | 20       | 3            | 1            | —             | —             | 18       | 7        | 58        | 28        |
| West Bromwich Albion    | 2015–16             | Premier League              | 34       | 9        | 5            | 1            | 1             | 0             | —        | —        | 40        | 10        |
| West Bromwich Albion    | 2016–17             | Premier League              | 37       | 8        | 1            | 0            | 1             | 0             | —        | —        | 39        | 8         |
| West Bromwich Albion    | 2017–18             | Premier League              | 37       | 7        | 2            | 2            | 2             | 1             | —        | —        | 39        | 10        |
| West Bromwich Albion    | Tổng cộng           | Tổng cộng                   | 108      | 24       | 8            | 3            | 4             | 1             | —        | —        | 120       | 28        |
| Newcastle United (mượn) | 2018–19             | Premier League              | 32       | 11       | 0            | 0            | 1             | 1             | —        | —        | 33        | 12        |
| Đại Liên Nhất Phương    | 2019                | Chinese Super League        | 11       | 5        | 1            | 0            | —             | —             | —        | —        | 12        | 5         |
| Đại Liên Nhất Phương    | 2020                | Chinese Super League        | 16       | 9        | 0            | 0            | —             | —             | —        | —        | 16        | 9         |
| Đại Liên Nhất Phương    | Tổng cộng           | Tổng cộng                   | 27       | 14       | 1            | 0            | —             | —             | —        | —        | 28        | 14        |
| CSKA Moscow (mượn)      | 2020–21             | Russian Premier League      | 10       | 4        | 3            | 0            | —             | —             | —        | —        | 13        | 4         |
| Everton                 | 2021–22             | Premier League              | 20       | 1        | 2            | 2            | 1             | 0             | —        | —        | 23        | 3         |
| Everton                 | 2022–23             | Premier League              | 7        | 0        | 0            | 0            | 1             | 0             | —        | —        | 8         | 0         |
| Everton                 | Tổng cộng           | Tổng cộng                   | 27       | 1        | 2            | 2            | 2             | 0             | 0        | 0        | 31        | 3         |
| River Plate             | 2023                | Argentine Primera División  | 31       | 10       | 4            | 0            | —             | —             | 2        | 0        | 37        | 10        |
| Pachuca                 | 2023–24             | Liga MX                     | 21       | 10       | —            | —            | —             | —             | 7        | 9        | 28        | 19        |
| Tổng cộng sự nghiệp     | Tổng cộng sự nghiệp | Tổng cộng sự nghiệp         | 491      | 157      | 36           | 13           | 7             | 2             | 47       | 28       | 581       | 200       |

### Quốc tế
Tính đến 5 tháng 7 năm 2024
| Venezuela | Venezuela | Venezuela |
| Năm       | Trận      | Bàn       |
| --------- | --------- | --------- |
| 2008      | 3         | 1         |
| 2009      | 3         | 1         |
| 2010      | 3         | 0         |
| 2011      | 11        | 3         |
| 2012      | 8         | 5         |
| 2013      | 6         | 2         |
| 2014      | 2         | 0         |
| 2015      | 10        | 2         |
| 2016      | 11        | 4         |
| 2017      | 9         | 1         |
| 2018      | 4         | 2         |
| 2019      | 10        | 9         |
| 2020      | 2         | 1         |
| 2022      | 10        | 7         |
| 2023      | 10        | 3         |
| 2024      | 6         | 3         |
| Tổng cộng | 108       | 44        |

### Bàn thắng quốc tế
Tính đến ngày 5 tháng 7 năm 2024
| #  | Ngày                 | Địa điểm                                                        | Số trận | Đối thủ            | Bàn thắng | Kết quả     | Giải đấu                      |
| -- | -------------------- | --------------------------------------------------------------- | ------- | ------------------ | --------- | ----------- | ----------------------------- |
| 1  | 23 tháng 3 năm 2008  | Sân vận động José Antonio Anzoátegui, Puerto la Cruz, Venezuela | 3       | El Salvador        | 1–0       | 1–0         | Giao hữu                      |
| 2  | 11 tháng 2 năm 2009  | Sân vận động Monumental de Maturín, Maturín, Venezuela          | 4       | Guatemala          | 2–1       | 2–1         | Giao hữu                      |
| 3  | 9 tháng 2 năm 2011   | Sân vận động José Antonio Anzoátegui, Puerto la Cruz, Venezuela | 10      | Costa Rica         | 1–1       | 2–2         | Giao hữu                      |
| 4  | 9 tháng 2 năm 2011   | Sân vận động José Antonio Anzoátegui, Puerto la Cruz, Venezuela | 10      | Costa Rica         | 2–2       | 2–2         | Giao hữu                      |
| 5  | 13 tháng 7 năm 2011  | Sân vận động Padre Ernesto Martearena, Salta, Argentina         | 13      | Paraguay           | 1–0       | 3–3         | Copa América 2011             |
| 6  | 24 tháng 5 năm 2012  | Polideportivo Cachamay, Puerto Ordaz, Venezuela                 | 22      | Moldova            | 2–0       | 4–0         | Giao hữu                      |
| 7  | 24 tháng 5 năm 2012  | Polideportivo Cachamay, Puerto Ordaz, Venezuela                 | 22      | Moldova            | 4–0       | 4–0         | Giao hữu                      |
| 8  | 2 tháng 6 năm 2012   | Sân vận động Centenario, Montevideo, Uruguay                    | 23      | Uruguay            | 1–1       | 1–1         | Vòng loại FIFA World Cup 2014 |
| 9  | 11 tháng 9 năm 2012  | Sân vận động Defensores del Chaco, Asunción, Paraguay           | 25      | Paraguay           | 1–0       | 2–0         | Vòng loại FIFA World Cup 2014 |
| 10 | 11 tháng 9 năm 2012  | Sân vận động Defensores del Chaco, Asunción, Paraguay           | 25      | Paraguay           | 2–0       | 2–0         | Vòng loại FIFA World Cup 2014 |
| 11 | 26 tháng 3 năm 2013  | Polideportivo Cachamay, Puerto Ordaz, Venezuela                 | 29      | Colombia           | 1–0       | 1–0         | Vòng loại FIFA World Cup 2014 |
| 12 | 10 tháng 9 năm 2013  | Sân vận động José Antonio Anzoátegui, Puerto la Cruz, Venezuela | 33      | Perú               | 1–1       | 3–2         | Vòng loại FIFA World Cup 2014 |
| 13 | 14 tháng 6 năm 2015  | Sân vận động El Teniente, Rancagua, Chile                       | 38      | Colombia           | 1–0       | 1–0         | Copa América 2015             |
| 14 | 8 tháng 9 năm 2015   | Polideportivo Cachamay, Puerto Ordaz, Venezuela                 | 43      | Panama             | 1–1       | 1–1         | Giao hữu                      |
| 15 | 27 tháng 5 năm 2016  | Sân vận động Quốc gia, San José, Costa Rica                     | 48      | Costa Rica         | 1–0       | 1–2         | Giao hữu                      |
| 16 | 1 tháng 6 năm 2016   | Sân vận động Lockhart, Fort Lauderdale, Hoa Kỳ                  | 49      | Guatemala          | 1–1       | 1–1         | Giao hữu                      |
| 17 | 9 tháng 6 năm 2016   | Lincoln Financial Field, Philadelphia, Hoa Kỳ                   | 51      | Uruguay            | 1–0       | 1–0         | Copa América Centenario       |
| 18 | 18 tháng 6 năm 2016  | Sân vận động Gillette, Foxborough, Hoa Kỳ                       | 53      | Argentina          | 1–3       | 1–4         | Copa América Centenario       |
| 19 | 28 tháng 3 năm 2017  | Sân vận động Monumental David Arellano, Santiago, Chile         | 59      | Chile              | 1–3       | 1–3         | Vòng loại FIFA World Cup 2018 |
| 20 | 11 tháng 9 năm 2018  | Sân vận động Rommel Fernández, Panama City, Panama              | 68      | Panama             | 1–0       | 2–0         | Giao hữu                      |
| 21 | 11 tháng 9 năm 2018  | Sân vận động Rommel Fernández, Panama City, Panama              | 68      | Panama             | 2–0       | 2–0         | Giao hữu                      |
| 22 | 22 tháng 3 năm 2019  | Wanda Metropolitano, Madrid, Tây Ban Nha                        | 71      | Argentina          | 1–0       | 3–1         | Giao hữu                      |
| 23 | 9 tháng 6 năm 2019   | Sân vận động Nippert, Cincinnati, Hoa Kỳ                        | 73      | Hoa Kỳ             | 1–0       | 3–0         | Giao hữu                      |
| 24 | 9 tháng 6 năm 2019   | Sân vận động Nippert, Cincinnati, Hoa Kỳ                        | 73      | Hoa Kỳ             | 3–0       | 3–0         | Giao hữu                      |
| 25 | 10 tháng 10 năm 2019 | Sân vận động Olímpico, Caracas, Venezuela                       | 78      | Bolivia            | 3–0       | 4–1         | Giao hữu                      |
| 26 | 10 tháng 10 năm 2019 | Sân vận động Olímpico, Caracas, Venezuela                       | 78      | Bolivia            | 4–1       | 4–1         | Giao hữu                      |
| 27 | 14 tháng 10 năm 2019 | Sân vận động Olímpico, Caracas, Venezuela                       | 79      | Trinidad và Tobago | 1–0       | 2–0         | Giao hữu                      |
| 28 | 19 tháng 11 năm 2019 | Sân vận động Panasonic Suita, Suita, Nhật Bản                   | 80      | Nhật Bản           | 1–0       | 4–1         | Cúp Kirin 2019                |
| 29 | 19 tháng 11 năm 2019 | Sân vận động Panasonic Suita, Suita, Nhật Bản                   | 80      | Nhật Bản           | 2–0       | 4–1         | Cúp Kirin 2019                |
| 30 | 19 tháng 11 năm 2019 | Sân vận động Panasonic Suita, Suita, Nhật Bản                   | 80      | Nhật Bản           | 3–0       | 4–1         | Cúp Kirin 2019                |
| 31 | 17 tháng 11 năm 2020 | Sân vận động Olímpico, Caracas, Venezuela                       | 82      | Chile              | 2–1       | 2–1         | Vòng loại FIFA World Cup 2022 |
| 32 | 28 tháng 1 năm 2022  | Sân vận động Agustín Tovar, Barinas, Venezuela                  | 83      | Bolivia            | 1–0       | 4–1         | Vòng loại FIFA World Cup 2022 |
| 33 | 28 tháng 1 năm 2022  | Sân vận động Agustín Tovar, Barinas, Venezuela                  | 83      | Bolivia            | 2–0       | 4–1         | Vòng loại FIFA World Cup 2022 |
| 34 | 28 tháng 1 năm 2022  | Sân vận động Agustín Tovar, Barinas, Venezuela                  | 83      | Bolivia            | 4–1       | 4–1         | Vòng loại FIFA World Cup 2022 |
| 35 | 1 tháng 6 năm 2022   | Sân vận động quốc gia, Ta' Qali, Malta                          | 87      | Malta              | 1–0       | 1–0         | Giao hữu                      |
| 36 | 27 tháng 9 năm 2022  | Sân vận động Wiener Neustadt, Wiener Neustadt, Áo               | 90      | UAE                | 2–0       | 4–0         | Giao hữu                      |
| 37 | 15 tháng 11 năm 2022 | Sân vận động Al Hamriya Sports Club, Al Hamriyah, UAE           | 91      | Panama             | 1–2       | 2–2         | Giao hữu                      |
| 38 | 20 tháng 11 năm 2022 | Sân vận động Rashid, Dubai, UAE                                 | 92      | Syria              | 2–1       | 2–1         | Giao hữu                      |
| 39 | 24 tháng 3 năm 2023  | Sân vận động Hoàng tử Abdullah Al Faisal, Jeddah, Ả Rập Xê Út   | 93      | Ả Rập Xê Út        | 1–0       | 2–1         | Giao hữu                      |
| 40 | 12 tháng 9 năm 2023  | Sân vận động Monumental de Maturín, Maturín, Venezuela          | 98      | Paraguay           | 1–0       | 1–0         | Vòng loại FIFA World Cup 2026 |
| 41 | 17 tháng 10 năm 2023 | Sân vận động Monumental de Maturín, Maturín, Venezuela          | 100     | Chile              | 2–0       | 3–0         | Vòng loại FIFA World Cup 2026 |
| 42 | 26 tháng 6 năm 2024  | Sân vận động SoFi, Inglewood, Hoa Kỳ                            | 106     | México             | 1–0       | 1–0         | Copa América 2024             |
| 43 | 30 tháng 6 năm 2024  | Sân vận động Q2, Austin, Hoa Kỳ                                 | 107     | Jamaica            | 2–0       | 3–0         | Copa América 2024             |
| 44 | 5 tháng 7 năm 2024   | Sân vận động AT&T, Arlington, Hoa Kỳ                            | 108     | Canada             | 1–1       | 1–1 (3–4 p) | Copa América 2024             |